# Rôni
Rôni (n. 28 aprilie 1977) este un fost fotbalist brazilian.

## Statistici
| Brazilia | Brazilia | Brazilia |
| An       | Meciuri  | Goluri   |
| -------- | -------- | -------- |
| 1999     | 5        | 2        |
| Total    | 2        | 2        |